# Fritz Sternberg
 (mai 2025).
Pour les articles homonymes, voir Sternberg.
Friedrich « Fritz » Sternberg (né le 11 juin 1895 à Breslau, mort le 18 octobre 1963 à Munich) est un économiste marxiste allemand.

## Biographie
Fritz Sternberg est le cinquième enfant d'une famille bourgeoise juive. Il découvre les idées socialistes à treize ans et écrit des articles dans le journal local social-démocrate Die Volkswacht. Il rejoint le mouvement de la jeunesse sioniste avec Martin Buber. Après l'abitur en 1913, il étudie d'abord à Breslau puis à Berlin l'économie et participe à des organisations socialistes sionistes. Sternberg considère la Première Guerre mondiale comme une guerre impérialiste et désapprouve l'accord de crédits par le groupe parlementaire du SPD. En mai 1916, Sternberg fait son service militaire, il entre en contact avec le Bund ; en août 1917, il obtient un congé d'un an pour terminer sa thèse. Il est membre jusqu'en 1922 du Poale Zion. Il participe à la révolution allemande à Breslau et est membre d'un conseil d'ouvriers et de soldats.
Après un long séjour à Vienne à l'été 1919 (où il s'initie à la psychanalyse), il s'inscrit au semestre d'hiver 1919-1920 à l'université de Francfort, au séminaire de Franz Oppenheimer qui enseigne et recherche notamment sur la coopérative et l'utilité marginale. L'échec dans ses études et son conflit avec Oppenheimer conduisent Sternberg à renoncer à sa carrière universitaire. Il se consacre à partir de 1923 à l'analyse de l'impérialisme ; en même temps, il assiste au 13e Congrès sioniste. Sternberg revient à Breslau pour des raisons financières où il fait partie d'un groupe de discussion marxiste.
Il a davantage de rapports avec le monde intellectuel marxiste, des personnes comme Bertolt Brecht, Lion Feuchtwanger ou George Grosz. En 1927, Sternberg prend part au Congrès anti-impérialiste à Bruxelles. Il est invité deux fois 1929 et 1930 en Union soviétique, où il discute avec Eugène Varga, Karl Radek et Nikolaï Boukharine ; ses impressions locales renforcent sa critique du stalinisme. De 1930 jusqu'à son interdiction en mars 1933, il écrit des articles dans Die Weltbühne sous les pseudonymes de Thomas Tarn et K. L. Gerstorff. Il collabore avec Hans Mayer ; Peter Huchel vit un temps dans l'appartement de Sternberg.
Le 7 novembre 1931, Sternberg rejoint le SAPD qui vient de se créer, malgré la fatigue due à son diabète. Sternberg apparaît en tant que conférencier à des rassemblements du SAPD. Il est candidat aux élections de l'État de Prusse en 1932 en première position de la liste dans la circonscription de Berlin. Avec Klaus Zweiling, il écrit un projet de programme largement accepté lors du premier congrès du SAPD. Il appartient à l'aile avec Zweiling, Paul Frölich et Jacob Walcher qui veut développer un parti marxiste révolutionnaire face au nazisme de plus en plus puissant alors que Max Seydewitz et Kurt Rosenfeld sont pacifistes.
Quand le nazisme arrive au pouvoir, Sternberg, en tant que juif et marxiste, entre dans la clandestinité après l'incendie du Reichstag et fuit le 12 mars 1933 déguisé en touriste de sport d'hiver dans les monts des Géants, va en Tchécoslovaquie puis se pose à Bâle. Il soutient les activités du SAPD, parti devenu illégal, dans le sud de l'Allemagne. Fin août-début septembre 1933, il rencontre Léon Trotski à Royan, le principal sujet de discussion est l'analyse de l'impérialisme, mais aussi la construction d'une Quatrième Internationale révolutionnaire. Au printemps 1936, Sternberg est expulsé de Suisse et déménage à Paris, où se trouve la direction en exil du SAPD. Il est présent de façon sporadique dans le cercle du Lutetia.
En mai 1939, Sternberg vient aux États-Unis avec un visa touristique qui est prolongé tous les six mois après le déclenchement de la Seconde Guerre mondiale puis obtient le visa d'immigrant en 1943 puis la citoyenneté américaine en 1948. Il écrit entre autres pour The Nation et The New Republic . D'autre part, il mène des recherches sur l'économie de guerre allemande financées par la Fondation Rockefeller et la Brookings Institution. En 1944, il est l'un des signataires du programme, initié par le théologien socialiste Paul Tillich, du Council for a Democratic Germany ; il a des contacts étroits avec d'importants dirigeants syndicaux américains de gauche tels que Victor Reuther et David Dubinsky. Pour gagner sa vie, il donne des conférences et des séminaires dans diverses universités.
En 1950, Sternberg retourne en Europe en tant que représentant américain du Congrès International Socialiste le 20 août 1951 à Francfort. Il fait un voyage de trois semaines en Yougoslavie, où il discute notamment avec Edvard Kardelj. En 1954, il s'installe durablement en Europe et s'implique avec les membres qui viennent le voir des syndicats, des groupes de travail de l'aile gauche du SPD et du SPÖ.

### Source de la traduction
- (de) Cet article est partiellement ou en totalité issu de l’article de Wikipédia en allemand intitulé « Fritz Sternberg » (voir la liste des auteurs).